# کامبت زون رسلینگ
کامبت زون رسلینگ (انگلیسی: Combat Zone Wrestling) شرکت تبلیغات ورزشی آمریکایی است، که در سال ۱۹۹۸ توسط جان زندیق تأسیس شد.